# بیمارستان عمومی تخصصی عجمان
بیمارستان عمومی تخصصی عجمان (به انگلیسی: Ajman Specialty General Hospital) بیمارستانی خصوصی در شهر عجمان امارات متحده عربی است که در ۱ آوریل ۲۰۰۸ میلادی ساخته شد.